# Villefranque (Hautes-Pyrénées)
Villefranque (okzitanisch: Vilafranca) ist eine französische Gemeinde mit 74 Einwohnern (Stand: 1. Januar 2022) im Département Hautes-Pyrénées in der Region Okzitanien (vor 2016: Midi-Pyrénées). Sie gehört zum Arrondissement Tarbes und zum Kanton Val d’Adour-Rustan-Madiranais. Die Einwohner werden Villefranquais genannt.

## Geographie
Villefranque liegt auf einem Bergsporn zwischen den nach Norden fließenden Flüssen Louet und Adour, rund 35 Kilometer nordöstlich der Stadt Pau in der historischen Region Aquitanien. Umgeben wird Villefranque von den Nachbargemeinden Caussade-Rivière im Norden und Nordosten, Estirac im Osten, Sombrun im Süden sowie Lascazères im Westen.

## Bevölkerungsentwicklung
| Jahr                       | 1962 | 1968 | 1975 | 1982 | 1990 | 1999 | 2006 | 2013 | 2020 |
| Einwohner                  | 70   | 76   | 73   | 79   | 81   | 85   | 82   | 88   | 74   |
| Quellen: Cassini und INSEE |      |      |      |      |      |      |      |      |      |

## Sehenswürdigkeiten
- Kirche Notre-Dame-de-l’Assomption (Mariä Himmelfahrt)
- Schloss Villefranque

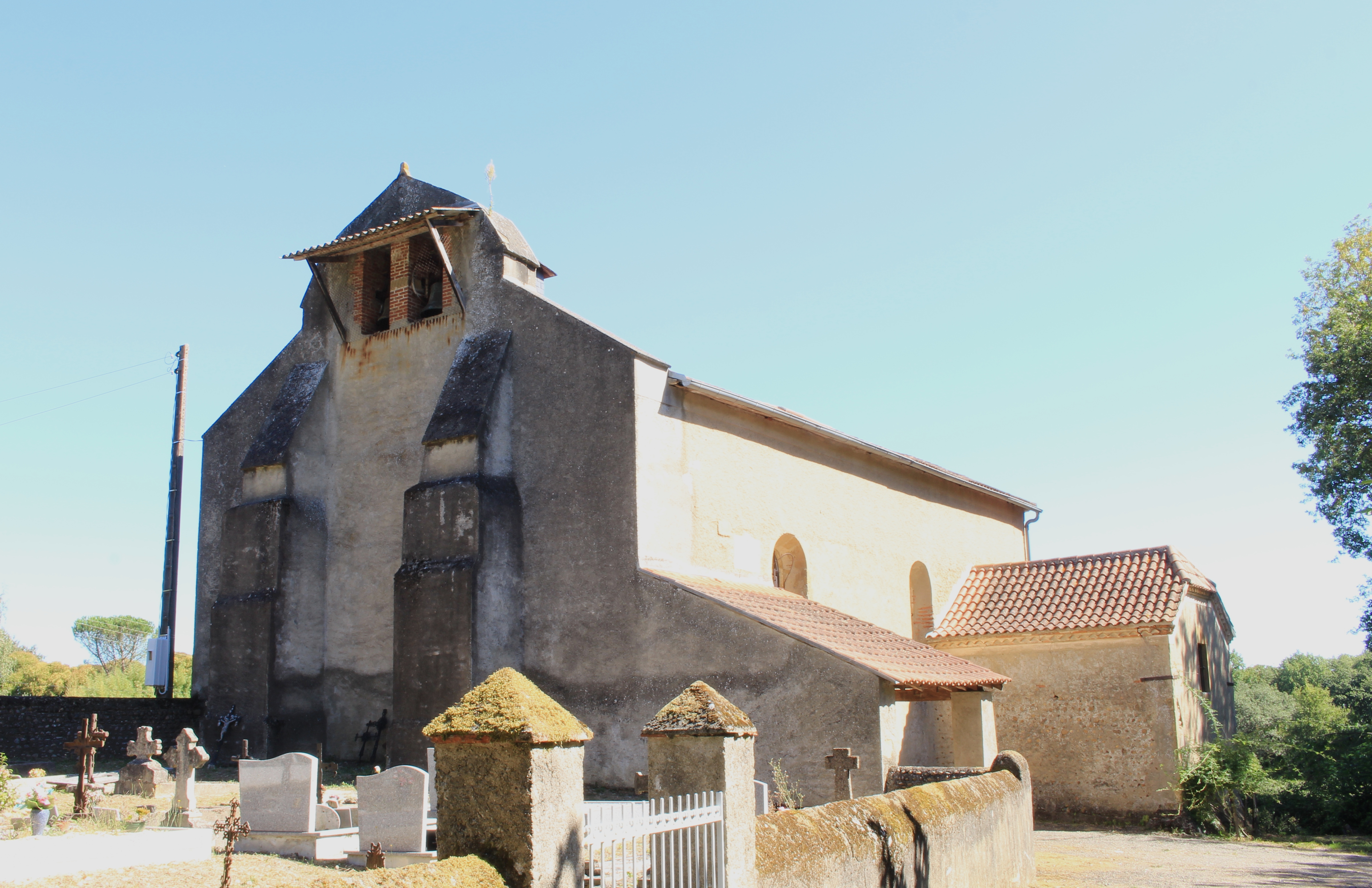
Kirche Mariä Himmelfahrt
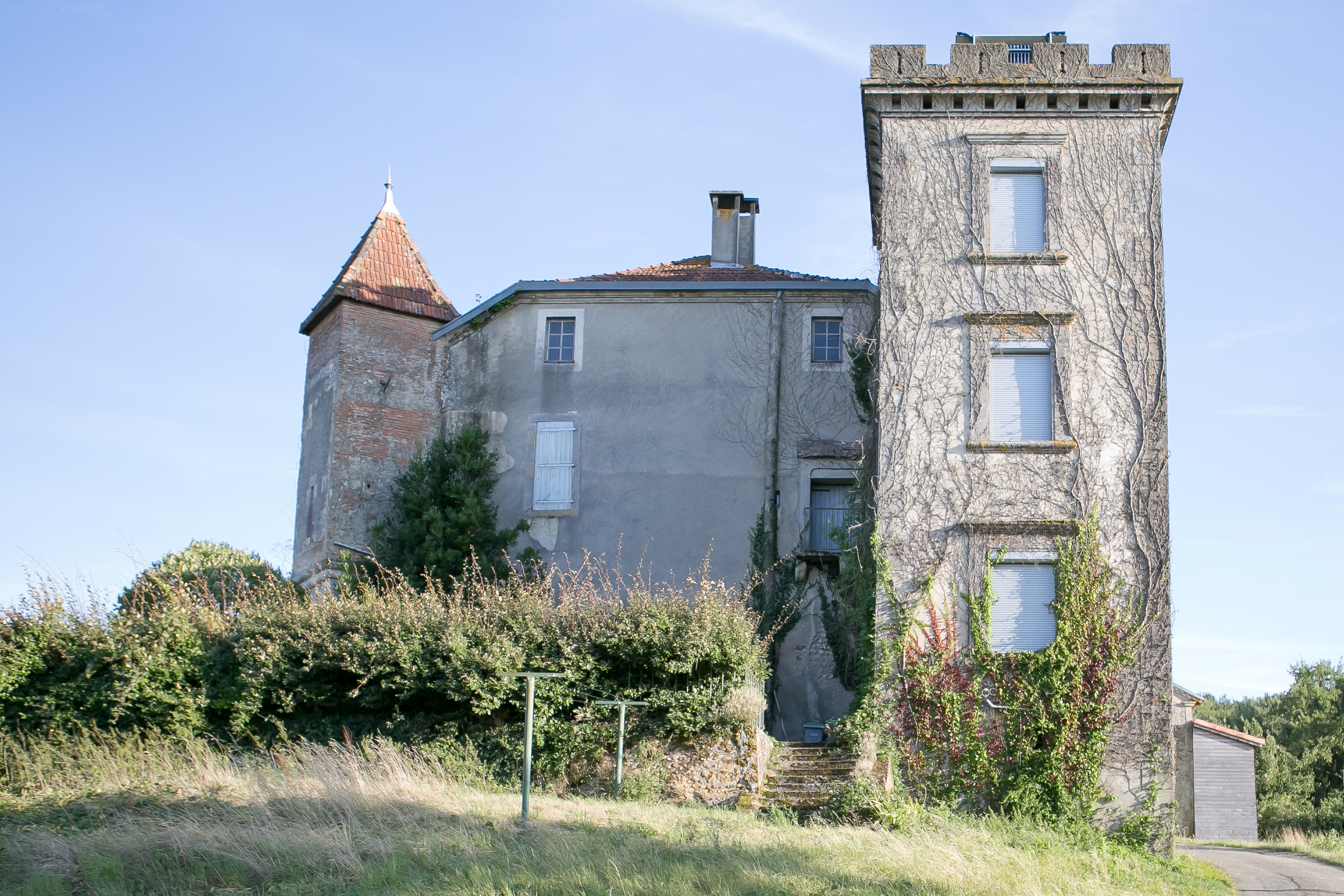
Schloss Villefranque